# Aplocera pierretaria
Aplocera pierretaria là một loài bướm đêm trong họ Geometridae.